# Glasgow-i Egyetem
A Glasgow-i Egyetem (angolul: University of Glasgow, skót gaelül: Oilthigh Ghlaschu) egy 1451-ben alapított brit állami egyetem. Ez a második legrégebbi egyetem Skóciában, a St. Andrews-i Egyetem után, és a negyedik az egész angol nyelvterületen.

## Története
Eredetileg V. Miklós pápa bullája alapította, ma az Egyesült Királyság egyik legrangosabb egyetemeként tartják számon, és a világ 100 legjobb egyeteme közé tartozik.
Az első előadásokat a glasgow-i katedrális káptalanjában tartották. A 15. század közepe és a 16. század közepe között az egyetem a High Street mentén terjeszkedett a különféle föld- és pénzadományoknak köszönhetően.
1870-ben, mivel nagyobb helyet kellett találni a campus számára, az egyetemet áttelepítették jelenlegi helyére, Gilmorehillbe, a város nyugati végébe.
Az új épület a neogótikus építészet példája, amelyet George Gilbert Scott építész tervezett.

## Hires oktatói, kutatói
- Derek Barton
- Luc Montagnier

## Híres diákjai
- William Edward Ayrton
- Mark Beaumont
- Jocelyn Bell
- Andrew Bonar Law
- John Boyd Orr
- William Boyd
- James Bryce
- Henry Campbell-Bannerman
- Eugen Ovidiu Chirovici
- Archibald Joseph Cronin
- Donald Dewar
- John Grierson
- Ronald Laing
- Cosmo Lang
- John Logie Baird
- David MacMillan
- William Ramsay
- Adam Smith
- John Smith
- Tobias Smollett
- Nicola Sturgeon
- Alex Robertus Todd
- William Thomson [3]
- Humza Yousaf

## Fordítás
- Ez a szócikk részben vagy egészben  az   Università di Glasgow című olasz Wikipédia-szócikk ezen változatának fordításán alapul.  Az eredeti cikk szerkesztőit annak laptörténete sorolja fel. Ez a jelzés csupán a megfogalmazás eredetét és a szerzői jogokat jelzi, nem szolgál a cikkben szereplő információk forrásmegjelöléseként.